# Henri Pariselle
Pour les articles homonymes, voir Pariselle.
Henry Pariselle, né le 15 mars 1885 à Joinville (Haute-Marne) et mort le 1er avril 1972 à La Tronche (Isère), est un chimiste français.

## Biographie
Élève de l'École normale supérieure, Henry Jean Joseph Pariselle prépare une thèse de doctorat sous la direction de Robert Lespieau sur l'« Étude d'un glycérine en C4 » soutenue en 1911.
Il est d'abord professeur de thermodynamique et explosifs à l'École navale. « Devenu, en 1919, professeur de chimie-physique à la faculté de sciences de Lille, M. Pariselle a poursuivi un triple but : pédagogique, scientifique et industriel. Ses qualités de professeur ont reçu l’appréciation la plus flatteuse, non seulement de ses élèves de la faculté, mais aussi de ses auditeurs de l’Institut industriel dont il est l’un des maîtres les plus écoutés ». Il enseigne à l'Institut industriel du Nord (École centrale de Lille) la chimie industrielle et la chimie générale. Il devint directeur adjoint de l'Institut industriel du Nord chargé des études de 1927 à 1936,. Il est lauréat du prix Kuhlmann, décerné en 1925 par la Société des sciences, de l'agriculture et des arts de Lille.
Il est nommé recteur de l'académie de Grenoble de 1941 à 1955, où il créera l’association des Amis de l’Université de Grenoble en 1947. Il est l'initiateur en 1955 de la construction l'actuelle bibliothèque municipale de Grenoble, qui ouvrira ses portes en 1960.

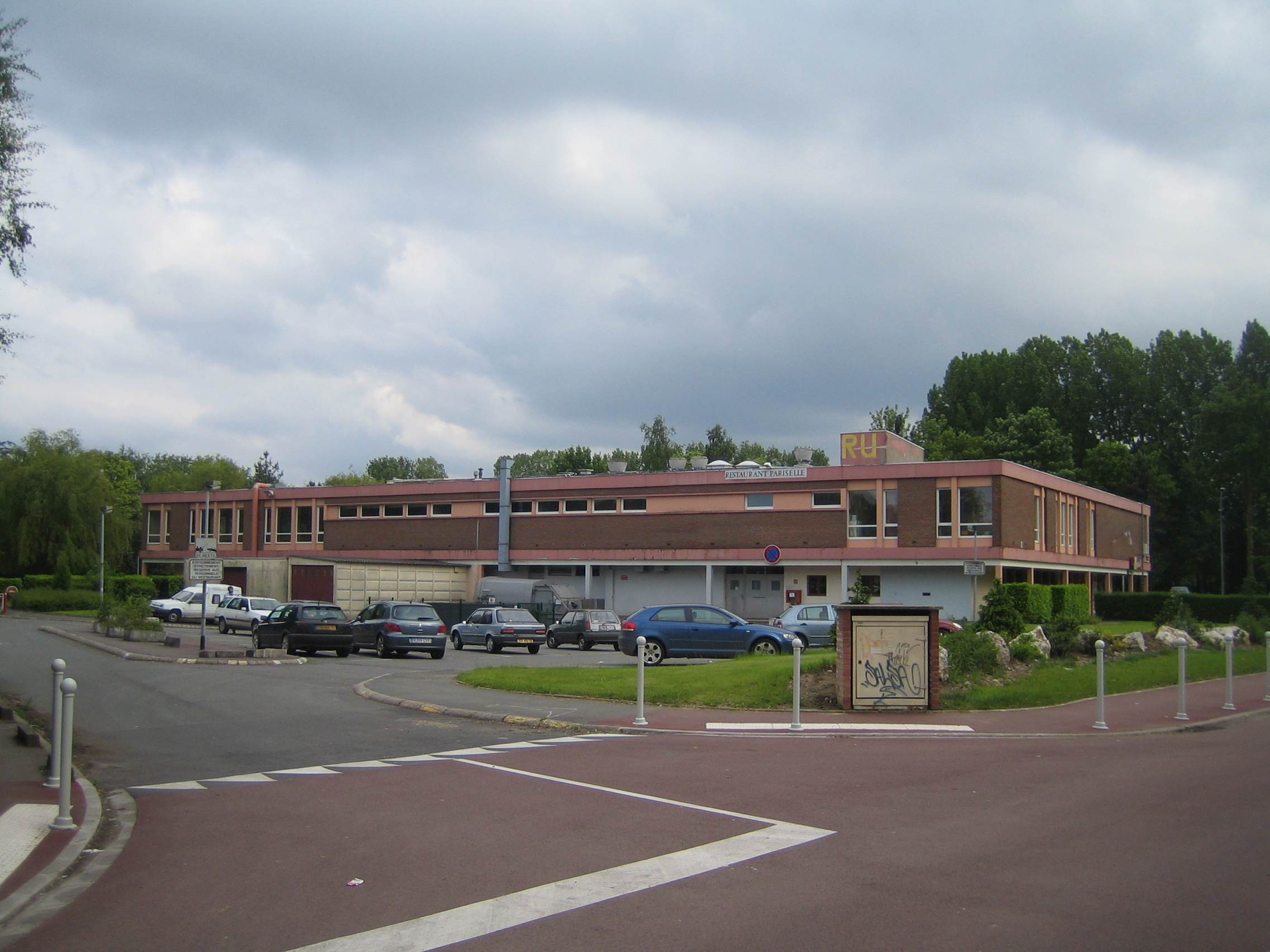
Le restaurant universitaire Pariselle à Villeneuve-d'Ascq.

Une rue de Grenoble porte son nom ainsi qu'un des trois restaurants universitaires du campus Cité scientifique de l'Université de Lille à Villeneuve-d'Ascq et un banc du Jardin des plantes de Paris. Il est l'auteur de très nombreux ouvrages pédagogiques de chimie ou de physique à destination des étudiants.